# José Luis Albareda
José Luis Albareda y Sezde (El Puerto de Santa María, 1828 – Madrid, 3 de noviembre de 1897) fue un periodista y político español, ministro de Fomento durante el reinado de Alfonso XII y de Gobernación durante la regencia de María Cristina de Habsburgo-Lorena. Como periodista fundó y dirigió diversas publicaciones de pensamiento político, intelectual y cultural, la más longeva de ellas La Revista de España. En su retrato también aparecen las facetas de "mujeriego, taurófilo y deportista".

## Biografía
Nacido y bautizado en la Tacita de Plata —aunque él gustaba presumir de ser del Puerto—, inició su formación en el colegio de los Marianistas de Cádiz, trasladándose luego a Sevilla para estudiar Derecho, periodo durante el cual su familia se arruina. Resuelto a salir adelante, viajó a Madrid, empezando a colaborar en el periódico Las Novedades y dirigiendo luego El Contemporáneo, donde también colaboraba Gustavo Adolfo Becquer, periódico liberal activo desde el 20 de diciembre de 1860 hasta 1865. Su carrera política sufre un tropiezo en las últimas Cortes Generales de Isabel II, y es desterrado, participando activamente en el entramado de la Revolución de 1868.

### Trayectoria política
En sus inicios obtuvo acta de diputado por la circunscripción de Cádiz en las elecciones celebradas entre 1863 y 1865, la de Alicante entre 1869 y 1876, y el escaño por la provincia de Sevilla entre 1879 y 1884. Continuando su carrera política, en 1887 fue elegido senador por Sevilla, en 1891 por Palencia y en 1893 fue nombrado senador vitalicio. En el aparato ministerial, ocupó la cartera de Fomento en 1881 con el gobierno del Partido Liberal-Fusionista de Sagasta, y siempre junto a este político liberal, como ministro de Gobernación entre 1887 y 1888. Durante esta última etapa ministerial promulgó un decreto, que entró en vigor en febrero de 1888, mediante el cual prohibía las calcinaciones de mineral al aire libre por lo contaminantes que estas resultaban. 
Fue asimismo gobernador civil de Madrid en 1871 y embajador de España en París y Londres.

### Trayectoria periodística
Conservador a la inglesa y fiel a los ideales de la soberanía de España, bien relacionado con la aristocracia con inquietudes culturales, humilde y activo entre millonarios, se le ha recordado como "el más aristocrático de los periodistas y el más elegante de los políticos".
La Ley Cánovas de 1864 había abierto cierta libertad de prensa, que desapareció tras el pronunciamiento de los sargentos del cuartel de San Gil y las trágicas represalias. Albareda sin embargo, osado y temerario, fundó el periódico El Debate en el mismo año que fue promulgado el Decreto del 7 de marzo de 1867, quizás la ley de censura más restrictiva del siglo XIX. Desde sus páginas se militaba contra la políticas radicales de Ruiz Zorrilla, y en apoyo de Sagasta y Serrano. Como director de este semanario, Albareda colocó a un joven protegido suyo, Benito Pérez Galdós, activo periodista y crítico parlamentario y escritor en ciernes. 
Su siguiente publicación fue la La Revista de España, desde el principio un bastión de apoyo para Amadeo de Saboya, pero cuyo carácter ecléctico le permitiría sobrevivir hasta 1895 (si bien en su etapa final, Albareda, Gobernador del Banco Hipotecario, ya se encontraba al margen de la dirección de La Revista, que había pasado a manos de otro joven adalid liberal emergente: José Sánchez Guerra.
| Predecesor: Fermín Lasala y Collado  | Ministro de Fomento 1881-1883     | Sucesor: Germán Gamazo Calvo          |
| Predecesor: Fernando León y Castillo | Ministro de Gobernación 1887-1888 | Sucesor: Segismundo Moret Prendergast |